# Drače (Bośnia i Hercegowina)
Drače (cyr. Драче) – wieś w Bośni i Hercegowinie, w Republice Serbskiej, w gminie Foča. W 2013 roku liczyła 26 mieszkańców.